# Fama Fraternitatis

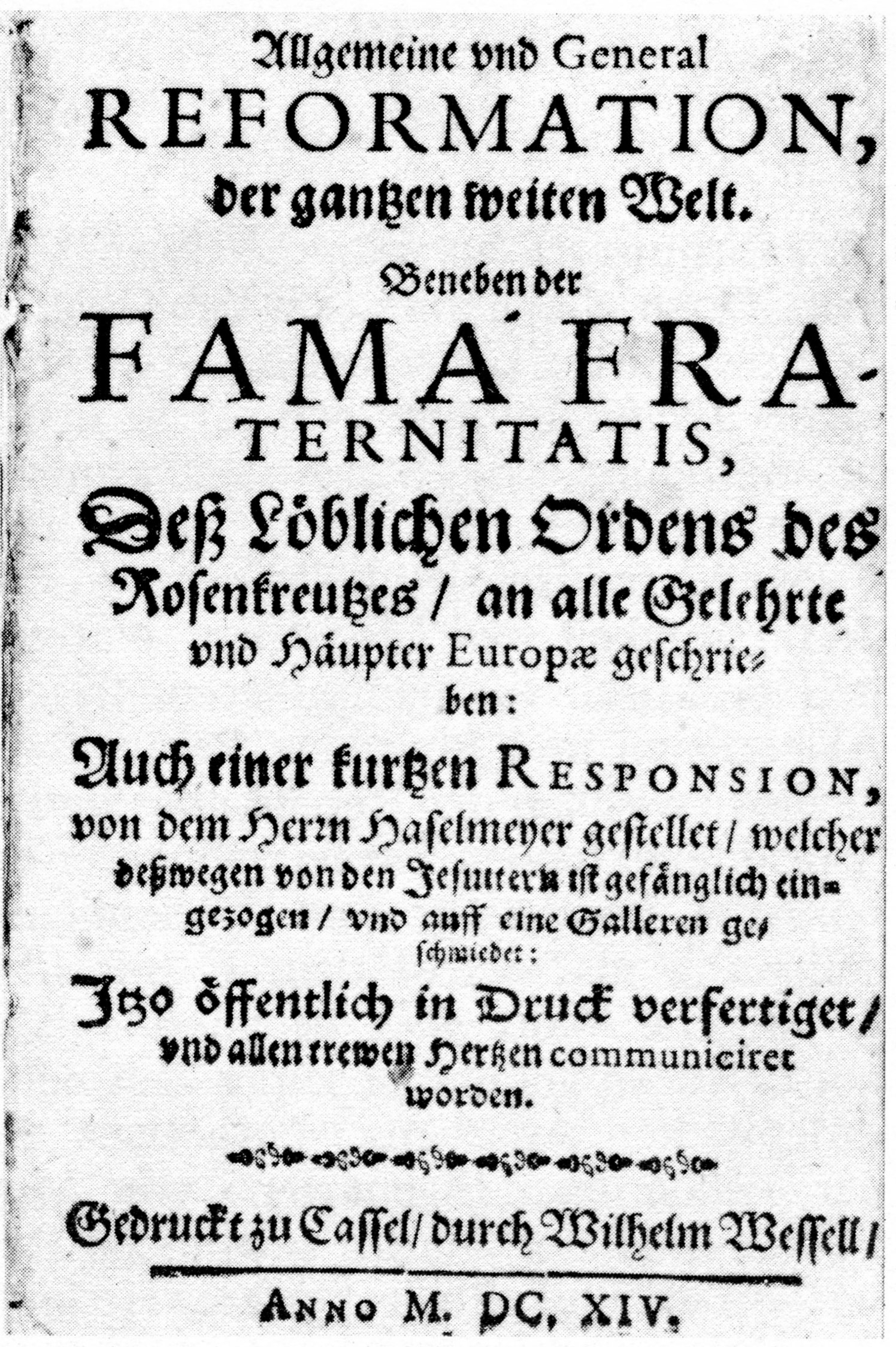
Pierwsza stronica Fama Fraternitatis, 1614

Fama Fraternitatis, Fama fraternitatis Roseae Crucis oder Die Bruderschaft des Ordens der Rosenkreuzer, także znane pod skróconym tytułem Fama Fraternitatis Rosae Crucis – anonimowe, wydane drukiem w 1614 w Kassel dzieło, pierwszy z trzech manifestów rzekomo istniejącego, a tak naprawdę dopiero postulowanego tajnego bractwa Różo-Krzyża, zrzeszającego uczonych-hermetystów. Autorstwo jest przypisywane Johannowi Valentinowi Andreae, niemieckiemu pisarzowi, matematykowi, alchemikowi, astrologowi, kabaliście, różokrzyżowcowi oraz teologowi, określanemu mianem „Lutra z Wirtembergii”. 
Pełny tytuł broszury brzmiał: Uniwersalna i powszechna reforma całego świata Fama Fraternitatis („Sława Bractwa”) Honorowego bractwa Różo-Krzyża skierowana do wszystkich ludzi nauki i władców Europy oraz krótka odpowiedź przesłana przez pana Haselmeyera, który z tej przyczyny został aresztowany przez jezuitów, wtrącony do więzienia i zakuty w łańcuchy na galerze. Teraz wydana drukiem do wiadomości wszystkich ludzi o szczerych sercach.
Zaledwie rok po Famie Fraternitatis ukazał się kolejny manifest „niewidzialnego” bractwa, noszący tytuł Confessio Fraternitatis (Wyznanie bractwa).
Manifesty Andreaego głosiły potrzebę generalnej, światowej reformy, radykalnego rozwiązania moralnego i intelektualnego kryzysu współczesnej Europy, które może być możliwe tylko poprzez dokończenie reformacji luterańskiej, zjednoczenie wszystkich chrześcijan, postęp naukowy i współpracę uczonych. Takie były też cele tajnego bractwa, założonego, wedle słów manifestów, jeszcze w średniowieczu przez Christiana Rosenkreutza, które oprócz tego postulowały wydanie w przyszłości wielkiej encyklopedii kodyfikującej całość wiedzy ludzkiej.
Już w roku 1615 gdański drukarz i księgarz Andreas Hünefeld wydał fundamentalne dla ruchu różokrzyżowców dzieło Fama Fraternitatis, w wyniku jego działalności powstała też tu miejscowa placówka różokrzyżowców pod nazwą Antilia.